# ذوق مصبح
ذوق مصبح (به عربی: ذوق مصبح) یک منطقهٔ مسکونی در لبنان است که در شهرستان کسروان واقع شده‌است.
 ذوق مصبح ۴٫۵۳ کیلومتر مربع مساحت دارد  ۱۷۰ متر بالاتر از سطح دریا واقع شده‌است.